# Jan Dydak
Jan Zygmunt Dydak (* 14. Juni 1968 in Czeladź, Polen; † 27. März 2019 in Słupsk) war ein polnischer Boxer.

## Boxkarriere
Dydak boxte für die Clubs GKS Jastrzębie sowie Czarni Słupsk und wurde mit letzterem Polnischer Mannschaftsmeister. Zudem war er 1985 Polnischer Juniorenmeister im Halbweltergewicht, 1986 Polnischer Jugendmeister im Halbweltergewicht, sowie Polnischer Meister der Erwachsenen 1987 im Weltergewicht, sowie 1990 und 1991 im Halbmittelgewicht. 1989 und 1990 gewann er zudem jeweils das international besetzte Feliks Stamm Tournament in Polen.
Er war Teilnehmer der Junioren-Weltmeisterschaft 1985 und der Junioren-Europameisterschaft 1986, Bronzemedaillengewinner der Europameisterschaft 1991 und Achtelfinalist der Weltmeisterschaft 1991.
Bei den Olympischen Spielen 1988 in Seoul besiegte er José García, Humberto Aranda und Adewale Adegbusi, ehe er aufgrund einer Handverletzung nicht zu seinem Halbfinalkampf gegen Robert Wangila antreten konnte und daher kampflos mit einer Bronzemedaille im Weltergewicht ausschied.
Er beendete seine Wettkampfkarriere aufgrund einer Verletzung 1991 im Alter von 23 Jahren und wurde Boxtrainer in seinem Verein Czarni Słupsk. Bis dahin hatte er eine Bilanz von 171 Kämpfen mit 159 Siegen.

## Tod
Jan Dydak starb 2019 im Alter von 50 Jahren an den Folgen einer Krebserkrankung in Słupsk.